# Пертузариевые (порядок)
Пертузариевые (лат. Pertusariales) — порядок сумчатых грибов класса Леканоромицеты.

## Описание
Слоевище накипное, прикреплённое к субстрату гифами сердцевины или подслоевища. Апотеции развиваются по одному или по нескольку в плодовых бородавочках. Диск апотециев обычно узкий, почти точковидный, реже расширенный и тогда покрыт налётом. Парафизы развлетвлённые, рыхло переплетённые. Сумки очень крупные, булавовидные или вздуто-булавовидные, с 1—8 спорами. Часто количество спор колеблется в сумках одного и того же апотеция. Споры крупные, до очень крупных, эллипсоидные, одноклеточные, бесцветные, с очень толстой особенно на полюсах слоистой оболочкой.
Фотобионт — зелёная водоросль.

## Среда обитания и распространение
Представители порядка обитают на древесном субстрате, мхах, почве, растительных остатках, реже на камнях. Распространены по всему земному шару от тропиков до арктических и антарктических областей.

## Классификация
Согласно базе данных Catalogue of Life на декабрь 2022 года порядок включает следующие семейства:
- Agyriaceae Corda, 1838 — Агариевые
- Coccotremataceae Hensen ex J.C. David et D. Hawksw., 1991 — Коккотремовые
- Icmadophilaceae Triebel, 1993 — Икмадофиловые
- Megasporaceae Lumbsch, Feige et K. Schmitz, 1994 — Мегаспоровые
- Microcaliciaceae Tibell, 1984 — Микрокалициевые
- Miltideaceae Hafellner, 1984 — Милтидеевые
- Ochrolechiaceae R.C. Harris ex Lumbsch et I. Schmitt, 2006 — Охролехиевые
- Pertusariaceae Burnett, 1835 — Пертузариевые